# Xíu mại
Xíu mại hay Sú mại (giản thể: 烧卖; phồn thể: 燒賣; Hán-Việt: Thiêu Mại; bính âm: shāomài; Việt bính: siu1 maai2; Yale Quảng Đông: sīumáai) là một món của ẩm thực Trung Hoa, có nguồn gốc từ thành phố Hồi Hột, Nội Mông. Trong ẩm thực Quảng Đông, món này thường được phục vụ như món dim sum ăn nhẹ. Ngoài việc gắn liền với cộng đồng người Hoa, một số biến thể của xíu mại cũng xuất hiện tại Nhật Bản (焼売, Shūmai) và một vài quốc gia Đông Nam Á trong đó có Việt Nam.

## Lịch sử

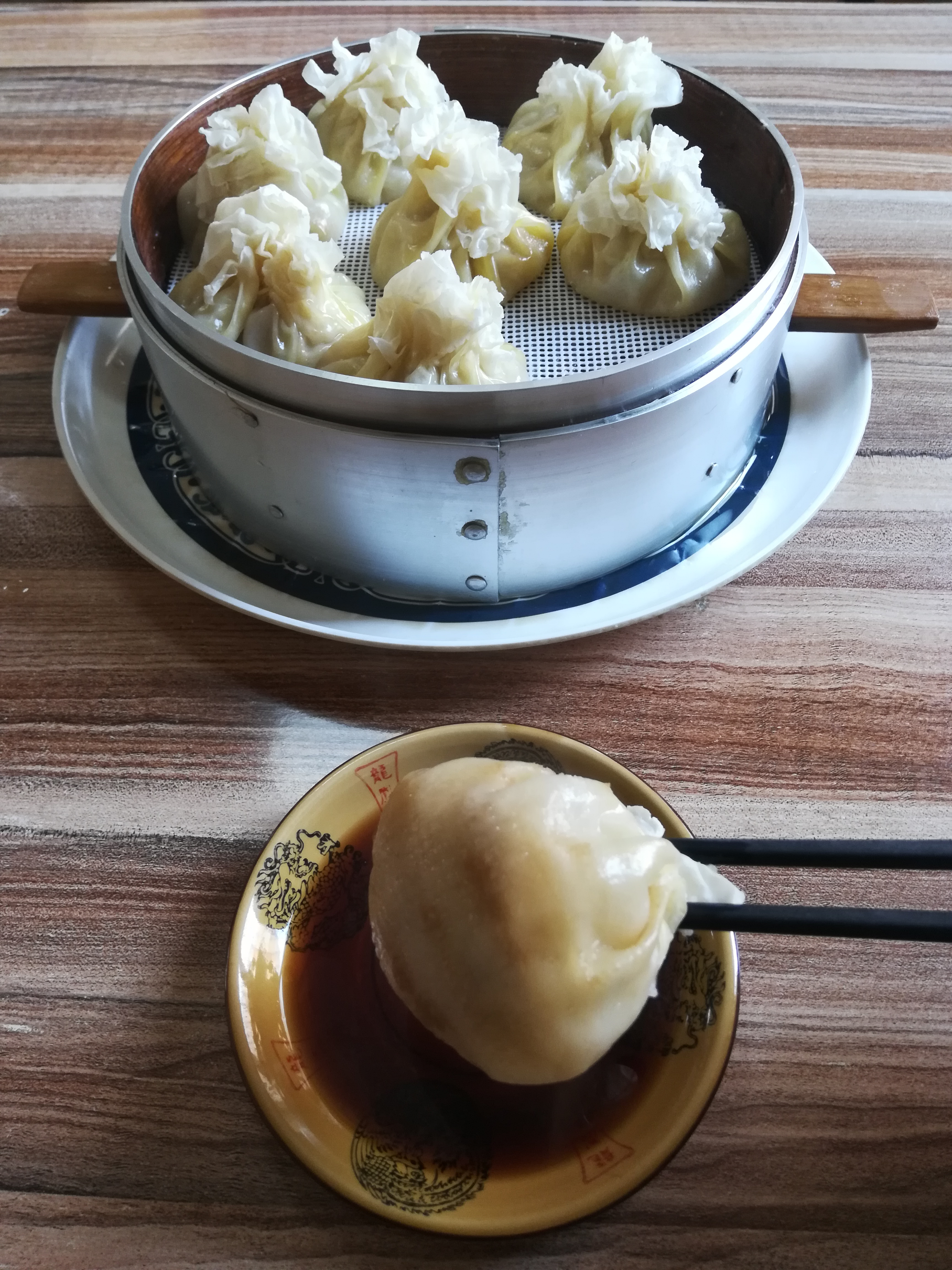
Một phần xíu mại thịt cừu hấp theo truyền thống ăn kèm với dấm tại Hồi Hột.

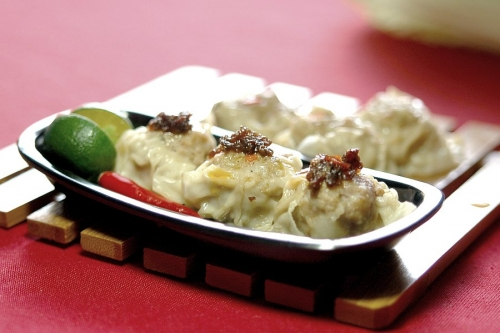
Món siomai dùng kèm với quả quất và ớt Siling labuy.